# Johannes Hansen (DKP)
 Der er flere personer med dette navn, se Johannes Hansen.
Jens Johannes Hansen (født 16. maj 1908 i København, død 30. september 1976) var en dansk politiker fra Danmarks Kommunistiske Parti. I 1946 blev han Danmarks første kommunistiske borgmester, da han blev teknikborgmester i Københavns Kommune.

## Politisk vakt
Johannes Hansen var søn af tjener Lauritz Hansen (død 1930) og hustru, servitrice Helene f. Nielsen (død 1950). Han blev født på Vesterbro, men voksede op i Lyngby. Som 14-årig kom han i lære som maskinarbejder og var udlært 1927. Samme år meldte han sig ind i Danmarks Kommunistiske Parti efter et års medlemskab af DSU. På dette tidspunkt var den kendte søfyrbøder Richard Jensen partiformand. Han blev imidlertid kort efter afsat i 1928 efter Kominterns 6. verdenskongres og erstattet med Thøger Thøgersen.
Efter læretiden var Hansen arbejdsløs og tog på et kort ophold på Esbjerg Højskole, hvor den senere kulturminister Julius Bomholt var forstander og blandt andet den kendte syndikalist Christian Christensen underviste.
Allerede 1928 blev Johannes Hansen sendt på partiskole i Moskva. Han kom ikke på Leninskolen, ligesom Aksel Larsen, da den var for de mere erfarne, men Vestuniversitetet. Han opfyldte ikke alderskriteriet, der var 21-30 år, men havde trods sit korte medlemskab allerede været bestyrelsesmedlem, sekretær og kasserer i sin afdeling, så DKP anså Johannes Hansen for en lovende politisk figur. Opholdet i Sovjetunionen varede i 3 år.
Ved hjemkomsten blev Hansen gift og blev sekretær i Danmarks Kommunistiske Partis københavnsledelse 1931. Han blev senere partisekretær, hvilket han var indtil 1946, og var medlem af partiets centralkomité 1932-57. 1930'ernes kriseår var en periode med stor fremgang for partiet, som fik valgt sit første folketingsmedlem. Indtil 1939 stod Johannes Hansen for al kontakt med det illegale tyske kommunistparti, KPD, og deres flygtede medlemmer i Danmark.
1936 brød borgerkrigen ud i Spanien og samtidig blev Johannes Hansen indkaldt til aftjening af sin værnepligt. Ved kommunalvalget i 1936, hvor DKP i København mønstrede en liste med Richard Jensen og Johannes Hansen som spidskandidater, blev begge valgt, og Johannes Hansen kunne fra årsskiftet indtage sin plads i i Københavns Borgerrepræsentation, hvor han sad fra 1937 indtil 1943. Ved folketingsvalget i 1939 var Johannes Hansen organisator, og DKP opnåede hele 41.000 stemmer og vandt et ekstra mandat, der gik til Martin Nielsen. Han var selv på listen, men blev ikke valgt.

## Under Besættelsen
Selvom Johannes Hansen og Richard Jensen sad i Borgerrepræsentationen sammen, var der kold luft mellem dem, hvilket brød ud i lys lue ved et centralkomitémøde i partiet den 26. april 1940. Her udvandrede Richard Jensen, da Johannes Hansen nægtede ham adgang til talerstolen. Richard Jensen blev ekskluderet kort efter.
Efter vedtagelsen af Kommunistloven (1941) blev Johannes Hansen anholdt og placeret i Horserødlejren, hvor han blev en af fangernes talsmænd. Sammen med blandt andre Ib Nørlund, Martin Nielsen og Villy Fuglsang flygtede han i juni 1942 gennem en tunnel, som Eigil "Hesten" Larsen var arkitekten bag. Med undtagelse af Nørlund blev de dog alle fanget igen. Flugtforsøget havde som konsekvens, at Johannes Hansen blev isolationsfængslet i Vestre Fængsel. Under de bevægede forhold i august 1943 lukkedes det nogle fanger, inklusive Hansen, at flygte på ny, og han gik "under jorden" i en lejlighed i Vanløse. Samtidige overtog han formandshvervet for DKP i København. Johannes Hansen spillede angiveligt en central rolle i forbindelse med Folkestrejken i 1944. Andre af hans opgaver var at skaffe penge til såvel DKP som BOPA.

## Borgmester
I 1945 kom Johannes Hansen i Folketinget som Martin Nielsens afløser. Samme år i oktober 1945 var der folketingsvalg og Johannes Hansen blev opstillet i den sikre Søndre Storkreds i København og kom ind. DKP fik sit bedste valg nogensinde 255.000 stemmer svarende til 12,5% og 18 mandater, mens Socialdemokratiet tabte 18 mandater. Johannes Hansen blev også den første kommunist i Folketingets præsidium, blot 37 år gammel.
I 1946 blev han tilbudt posten som teknik- og byplanborgmester (borgmester for Magistratens 4. afdeling) i København, og eftersom partiet ikke tillod dobbeltmandater, stoppede han i Folketinget og modtog borgmesterposten, hvor han sad indtil 1954. Han fik sat et markant fingeraftryk på hovedstadens planlægning, idet der blev udarbejdet en generalplan (Generalplanskitsen), som lå klar i 1954.
Han lagde i sine sidste år af borgmesterperioden meget arbejde i Fredens Tilhængere, hvor han sad i ledelsen sammen med blandt andre Mogens Fog.
1950'erne var et årti, der betød personlig krise for Johannes Hansen, der var plaget af utroskab og gæld.
For at få en frisk begyndelsen drog han i sommeren 1956 med hustruen Else og sønnen på ni år til Moskva for at han kunne arbejde for Radio Moskva, der var Sovjets svar på CIA's Radio Free Europe. 1958 vendte Hansen-familien hjem til Danmark, men han blev skilt samme år og senere gift igen.
1960 blev Hansen generalsekretær i Selskabet Danmark-DDR, der skulle etablere venskabsrelationer mellem Danmark og DDR. Eftersom hans løn gik til partikassen, måtte han leve af sin borgmesterpension.
Afslutningen på Hansens politiske karriere var en kort periode som rådmand i 2. afdeling i 1962.
Han søn, Lars Teit Hansen, udgav i 2010 en biografi om faderen: Rolig, med smilet i øjet. Johannes Hansen, en politisk biografi.